# Кладбище Эспада
Кладбище Эспада (исп. Cementerio de Espada) — старейшее кладбище на территории Гаваны. Находится в районе Сан-Ласаро, недалеко от бухты Хуана Гильена. Использовалось с 1806 до 1878 года. До появления кладбища умерших было принято хоронить в церквях, к примеру, церковь Иглесия дель Эспириту Санто в Старой Гаване. Кладбище было названо в честь епископа Ла-Гавана Хуана-Хосе «Епископ Эспада» Диаса де Эспада. Границы кладбища включали нынешние улицы Сан-Лазаро, Вапор, Эспада и Арамбуру. Несмотря на то, что официально оно называлось Кампо-Санто , жители Гаваны называли кладбище Эль-Кементио-де-Эспада . Кладбище было закрыто в 1878 году и снесено в 1908 году, от первоначального строения осталась лишь небольшая стена.

## Дизайн
Кладбище Эспада представляло собой садовый участок, с единственной стеной толщиной 2,5 метра, в которой находились склепы. Проектированием и строительством руководил неизвестный архитектор по фамилии Аулет. Кладбище имело центральный двор, стены высотой около 6 метров (4 склепа) со сложным каменным выступом для защиты от непогоды. Картины, украшавшие входной павильон здания, были работы венецианца Джузеппе Перовани. Официальное открытие кладбища состоялось 2 февраля 1806 года.

## История
Кладбище было построено из роста населения в этом районе и, как следствие, из-за нехватка церковной земли, которую можно было бы использовать для захоронения. Оно было предложено и одобрено правительством дона Сальвадора де Муро-и-Салазара в 1804 году, и после двух лет проектирования и строительства кладбище было готово к использованию в 1806 году и было открыто 2 февраля того же года.
Кладбище использовалось в качестве основного захоронения города Гаваны с 1806 года до конца 1860-х годов. В 1868 году в этом районе разразилась эпидемия холеры, что привело к значительному увеличению смертности. Вскоре стало очевидно, что кладбище Эспада, до сих пор единственное крупное кладбище в регионе, не сможет справиться с количеством смертей, вызванных эпидемией. Ситуация усугублялась тем, что реформист Эль Сигло в редакционной статье 1865 года пренебрегал кладбищем Эспада как недостойным «самой несчастной деревни». Чтобы дополнить испытывающее трудности кладбище Эспада, в 1871 году было открыто еще одно кладбище, кладбище Колон.
В 1878 году кладбище Эспада было закрыто в пользу более крупного кладбища Колон и из-за нехватки места. Кладбище Колон активно используется и сегодня, и сейчас на нем находится более 800 000 захоронений.